# Babarhoningeter
De Babarhoningeter (Lichmera squamata) is een zangvogel uit de familie Meliphagidae (honingeters).

## Verspreiding en leefgebied
Deze soort is endemisch in Indonesië en komt voor op de oostelijke Kleine Soenda-eilanden en de zuidelijke Molukken (waaronder Babar).

## Status
De grootte van de populatie is niet gekwantificeerd maar de soort wordt omschreven als zeer algemeen. Op de Rode lijst van de IUCN heeft deze soort de status niet bedreigd.